# Igreja Católica na Romênia
A Igreja Católica na Romênia (em português brasileiro) ou Roménia (português europeu) (em romeno:  Biserica Catolică din România, em húngaro:  Romániai Római Katolikus Egyház, em alemão:  Katholische Kirche in Rumänien) é parte da Igreja Católica universal, sob a liderança espiritual do Papa e da Santa Sé. Sua administração é centralizada em Bucareste e compreende duas arquidiocesea e outras quatro dioceses. É a segunda maior denominação do país depois da Igreja Ortodoxa Romena e uma das 16 religiões reconhecidas pelo Estado. Dados de 2011 indicaram que havia 870.774 cidadãos romenos aderindo à Igreja Católica Romana (4,3% da população). Destes, os maiores grupos eram húngaros (aprox. 500.000, incluindo Székely e Csángó), romenos (aprox. 300.000), alemães (aprox. 20.000) e eslovacos (aprox. 9.000).
A maioria dos católicos romenos habita a região da Transilvânia e do Distrito de Bacău, na Moldávia. As comunidades católicas romenas menores incluem búlgaros de Banato, italianos, poloneses, croatas, tchecos e romanis.
A Igreja Greco-Católica Romena unida com Roma é uma Igreja Católica que usa o rito bizantino. Tem jurisdição separada, cinco eparquias e uma arquieparquia liderada por um arcebispo maior (assim a igreja tem seu próprio sínodo). A maioria dos seus membros são romenos, com grupos de ucranianos do norte da Romênia.

## História

### Período medieval

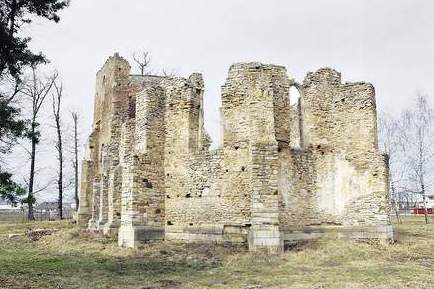
Ruínas de uma igreja católica em Baia (do início do século XV)

Embora a presença do catolicismo romano existisse durante o reinado do Império Romano na Península Balcânica, os traços mais antigos de atividades católicas romanas no atual território romeno foram mais registrados na Transilvânia, em conexão com a extensão dos húngaros, e pela integração da região ao Reino da Hungria. Inaugurada pela presença precoce dos beneditinos, houve reforços pela colonização de saxões da Transilvânia, bem como por atividades missionárias entre a população local de origem romena e conversões forçadas. A Diocese de Alba Iulia (Gyulafehérvár) foi provavelmente criada no século XI. A tradição afirma que isso foi feito sob a supervisão do Rei Estêvão I — de acordo com a Enciclopédia Católica de 1913, um patrono mais provável é Ladislau I, que governou quase um século depois (o primeiro bispo listado é Simão, que liderou a sé diocesana entre 1103 e 1113).
Outras dioceses foram criadas em Cenad (Csanád) e Oradea (Nagyvárad). Eles eram subordinados ao arcebispo de Kalocsa, parte da Igreja Católica da Hungria. A área do norte, compreendida no comitato de Máramaros, fazia originalmente parte da diocese de Alba Iulia, enquanto a do sul, Szeben, era um provo não incluído em nenhum bispado.
Durante o reinado de Bela IV, a hierarquia católica foi dissolvida pelas invasões dos mongóis (ver Batalha de Mohi), e só se recuperou depois de 1300. Em 1304, o Papa Bonifácio VIII enviou os primeiros missionários católicos da Transilvânia para as terras dos Cárpatos, uma área conhecida como "Cumânia", onde a Igreja Ortodoxa Oriental já estava presente. A Diocese de Cumânia foi criada em Milcov, em áreas mais tarde governadas pela Moldávia e Valáquia. Seus bens foram concedidos pelos governantes húngaros, que reivindicaram suserania sobre a região, e expandiu regiões do País Székely.
A Diocese da Cumânia desapareceu durante algum tempo, quando os habitantes locais assumiram sua propriedade, mas foi restabelecida entre 1332-1334, quando o Papa João XXII nomeou o franciscano Vitus de Monteferro, capelão do Rei Carlos I, como o novo bispo. O controle direto sobre a congregação foi dificultado pela intrusão do Canato da Horda Dourada, que estabelecera sua base na região mais tarde conhecida como Budjak (atual região sul da Ucrânia). Por volta de 1318, a cidade de Vicina fazia parte do Vicariato da Tartária Setentrional.

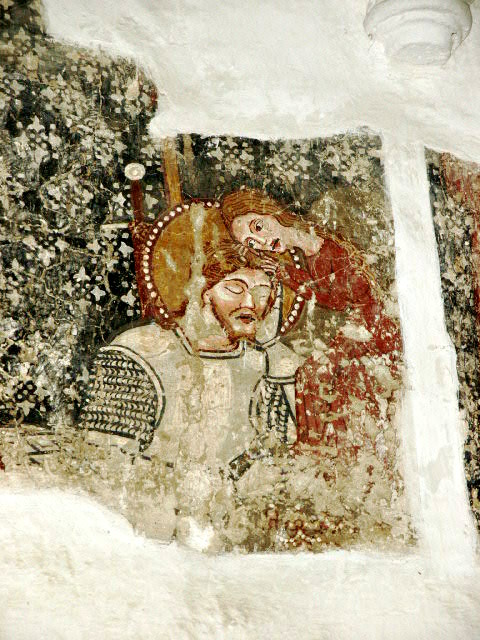
Afresco de 1411 na atual Igreja Unitária da Transilvânia de Dârjiu (Székelyderzs)

Durante o século XIV, nos anos seguintes ao estabelecimento da Moldávia e da Valáquia como estados separados (os Principados do Danúbio), os clérigos católicos chegaram principalmente da Polônia e a Transilvânia montou as primeiras congregações católicas sobre os Cárpatos.
Em ambos os países, como resultado da emancipação imponente e conflitos persistentes com o Reino húngaro, a presença católica relativamente forte recuou com o estabelecimento de instituições ortodoxas mais poderosas (a Metrópole da Hungria-Valáquia e Diocese da Moldávia). Entretanto ainda persistiu importante presença católica nas duas áreas Como resultado da luta entre ao Príncipe da Valáquia, Vladislau I e o rei húngaro Luís I, concessões foram feitas por ambos lados, e a Valáquia concordou em tolerar um bispado católico (1368). No ano seguinte a região recomeçou um movimento anticristão Na Moldávia, o Príncipe Laţcu iniciou negociações com o Papa Urbano V e concordou em converter-se ao catolicismo (1369); Depois de um período de problemas, essa escolha política seria derrubada por Petru I durante a década de 1380. Novas sés foram criadas naquele país: em 1371 Siret, e, sob o governo de Alexandru cel Bun.
Nos séculos seguintes, a cidadela de Cotnari foi o lar de uma notável comunidade católica, inicialmente formada por húngaros e alemães locais. Na Valáquia, uma diocese católica de curta duração foi criada durante o reinado de Radu I, em torno da cidade principal de Curtea de Argeş (1381). A diocese de Siret, na Moldávia, sobreviveu durante a fase inicial da guerra com o Império Otomano, mas acabou por ser suprimida durante o início do século XV, quando se mudou para Bacău. Em 1497, esse local foi abandonado pela hierarquia e não estava mais ativo durante o século seguinte. Até meados do século XIX, como todas as outras minorias religiosas, os católicos não gozavam de plenos direitos políticos e civis.

### Impacto da Reforma

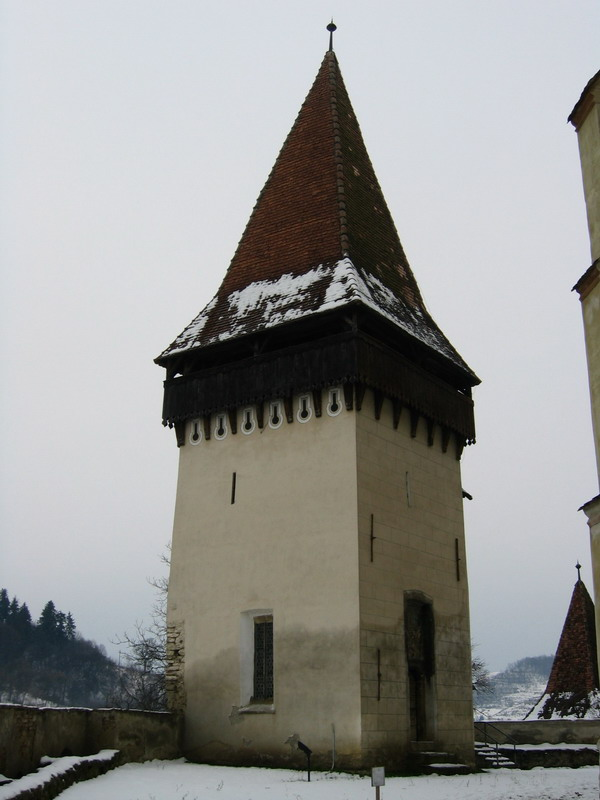
A "Torre Católica" da igreja fortificada de Biertan.

Após a Batalha de Mohács, durante a qual os otomanos conquistaram grande parte da Hungria, deixando a Transilvânia sob o domínio dos príncipes locais, o catolicismo entrou em regressão, e mais tarde foi confrontado com o sucesso da Reforma Protestante. A primeira comunidade a abraçar um credo protestante foi a dos Saxões da Transilvânia, a maioria dos quais aderiu à Confissão de Augsburgo (luterana), em 1547, seguidos logo após por grandes porções da população húngara, que se converteram ao calvinismo. A provostagem de Szeben deixou de existir inteiramente. O catolicismo tentou se restabelecer quando George Martinuzzi, um clérigo católico, assumiu o governo da transilvano, mas voltou a declinar o assassinato do mesmo em 1551.
As disputas e batalhas religiosas prolongaram-se ao longo dos séculos seguintes, quando um grande número de comunidades católicas fundou especificamente igrejas protestantes — a Igreja Reformada na Romênia, a Igreja Reformada, a Igreja Evangélica Luterana na Romênia, a Igreja Evangélica Luterana, Igreja Evangélica da Confissão de Augsburgo, e a Igreja Unitária da Transilvânia. A Diocese de Alba Iulia foi suprimida em 1556.
Um impasse sem precedentes foi alcançado em 1568, sob o reinado de João Sigismundo Zápolya, quando o Édito de Torda sancionou a liberdade religiosa e concedeu status legal à Igreja Católica, e às igrejas reformadas, como as luteranas e unitaristas (ao ver a maioria ortodoxa como "tolerada"). A Diocese de Alba Iulia foi restabelecida assim que o católico Estêvão Batory assumiu o trono transilvano, sucedendo Zápolya, que havia se tornado Rei da Hungria.
Durante essa período, os católicos foram reconhecidos como uma estrutura autônoma, o que permitiu que clérigos e leigos organizassem o ensino e administrassem as escolas comunitárias. Um episódio particular foi a tomada da igreja fortificada de Biertan pela comunidade luterana, e o culto católico só era permitido na chamada "Torre Católica", localizada ao sul do edifício.
A Contrarreforma gerou mudanças, com a chegada de jesuítas para a região em 1579 (sob o governo de Estêvão Batory). Em 1581, eles fudaram uma universidade em Cluj (Kolozsvár), existente até os dias atuais, a Universidade Babeş-Bolyai. Originalmente protegidos pelos poderosos Báthory, eles continuaram a ter um status precário na Transilvânia. Expulsos entre 1595 e 1599 (quando o calvinismo se tornou oficial), e novamente entre 1610 e 1615 (seguindo as pressões de Gabriel Báthori), eles continuaram suas atividades na região da Moldávia em torno de Cotnari.

### Retrocessos e recuperação do século XVII

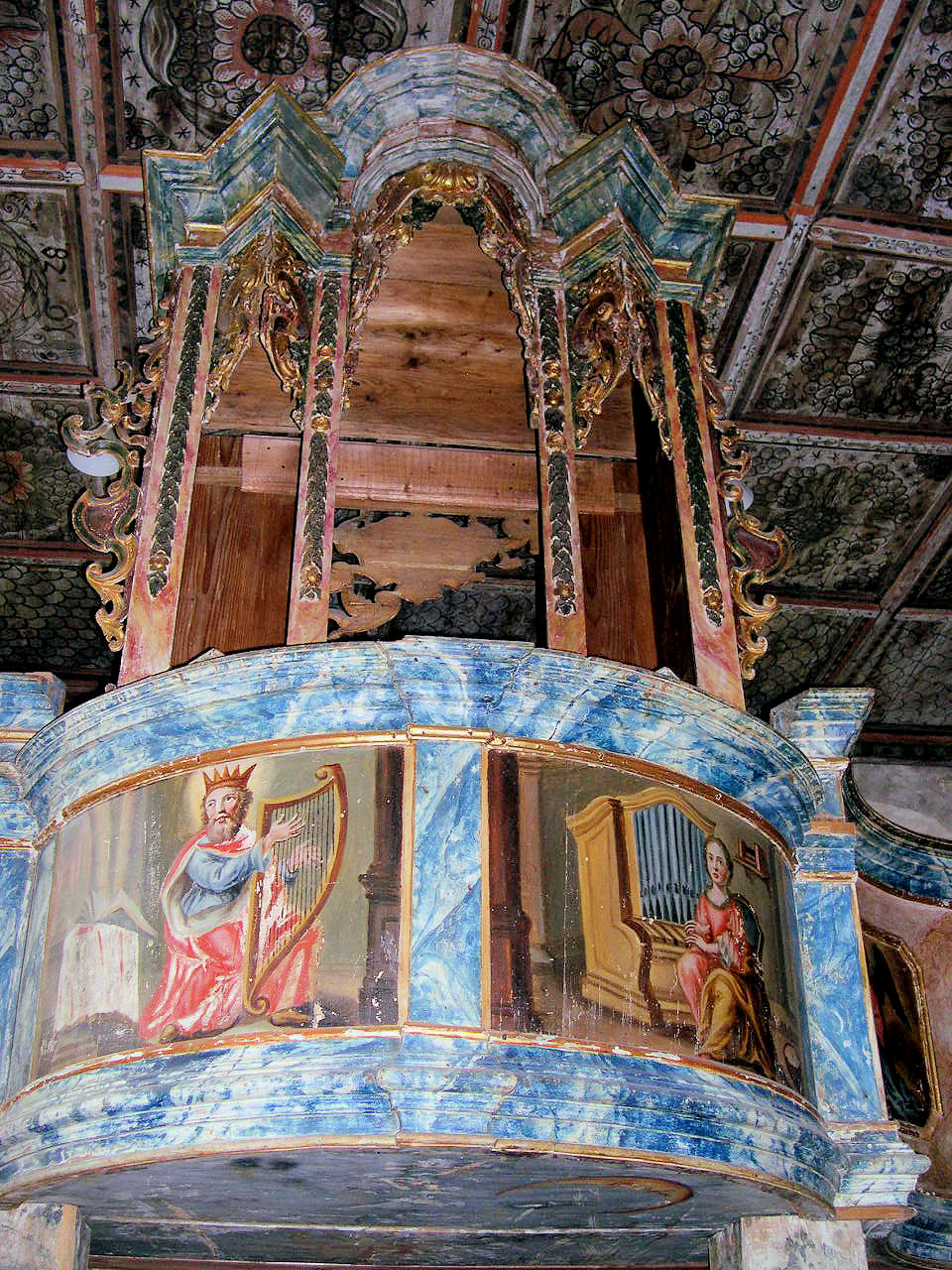
Mezanino do órgão da igreja em Ghelinţa, concluído em 1628

Coincidindo com as ofensivas dos Habsburgo, os conflitos religiosos foram retomados e, em 1601, o bispo Demeter Napragy foi expulso de Alba Iulia, sendo sua sé confiscada pelos protestantes (embora os bispos continuassem a ser nomeados, eles residiam no exterior). Em 1690, os católicos em minoria na Transilvânia.
Paralelamente, a própria Hungria foi integrada aos domínios dos Habsburgo (1622), que criaram uma nova base para a Contrarreforma, bem como uma sede local para a Congregação para a Evangelização dos Povos. Na Moldávia, o catolicismo foi reafirmado entre os Csángós antes de 1590, quando os monges franciscanos se encarregaram da diocese restabelecida em Bacău (1611). e liderada inicialmente por Bernardino Quirini. Depois de 1644, mais jesuítas da comunidade polonesa-lituana se estabeleceram naquele país, fundando uma faculdade em Cotnari e estabelecendo uma filial em Iaşi.
Naquela época, o intelectual étnico romeno da Transilvânia Gheorghe Buitul se juntou à ordem jesuíta, o primeiro membro de sua comunidade a estudar no Colégio Romano de Roma, enquanto o nascido na Transilvânia István Pongrácz foi um dos jesuítas executados pelos calvinistas na Hungria (1619). A ordem foi expulsa pela terceira vez da Transilvânia (1652), por ordens de Jorge II Rákóczi, e foi duas vezes expulsa da Moldávia pela Grande Guerra Turca (1672, 1683).
Durante o final do século XVII e início do século XVIII, a Igreja Católica procurou obter a adesão de cristãos não católicos às Igrejas Católicas Orientais. Esse esforço foi ajudado pela ofensiva dos Habsburgo na Europa Oriental, quando o Imperador Leopoldo I trouxe a conquista da Transilvânia em 1699. Um fator adicional para os novos sucessos católicos foi, sem dúvida, a luta contínua entre as várias denominações protestantes da Transilvânia.
Em 1657, os armênios residentes na Transilvânia que pertenciam à Igreja Armênia Apostólica e eram liderados pelo bispo Oxendius Vărzărescu, colocaram-se sob jurisdição católica indireta, como parte da Igreja Católica Armênia. Muitos deles se estabeleceram em torno de Gherla (Armenopolis ou Szamosújvár).

### Século XVIII

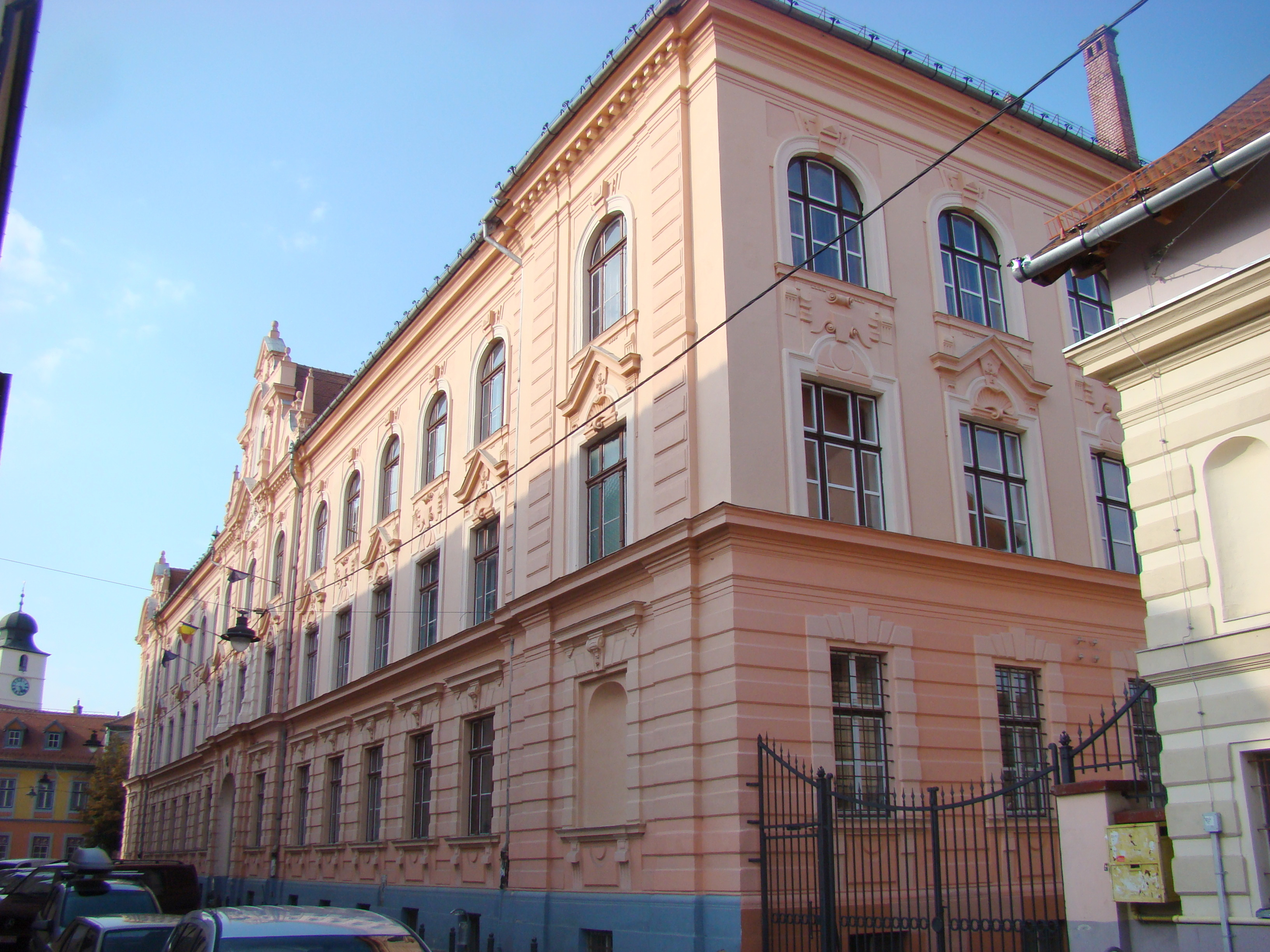
Colégio Gheorghe Lazăr, em Sibiu, um antigo colégio jesuíta.

Sob o governo do Imperador Carlos VI, os bispos de Alba Iulia puderam retornar aos seus domínios restaurados, pois a sé foi removida do governo protestante (1713). A diocese foi completamente restaurada em 1771, sob a Imperatriz Maria Teresa. Foi também sob Maria Teresa que o ensino católico e a administração da escola ficaram sob a supervisão da Commissio catholica (esta manteve a regra sob o Império Austríaco e os primeiros anos da Áustria-Hungria).
Em 1700, com a ajuda dos jesuítas, foi organizada a Igreja Greco-Católica Romena, agrupando antigos romenos ortodoxos. Sua liderança era supervisionada por teólogos jesuítas, cujo escritório assegurava a conformidade doutrinal. Os jesuítas também foram autorizados a voltar à Moldávia em 1699, sob o domínio do Príncipe Antíoco Cantemir. Em 1773, a ordem foi suprimida em toda a Europa, antes de ser novamente criada pelo Papa Pio VII em 1814. O Papa Pio IX reorganizou a igreja greco-católica local em 1853, e colocou-a sob a jurisdição da Congregação para a Evangelização dos Povos. (entre 1912 e 1919, as paróquias greco-católicas eram administradas de Hajdúdorog).
No fim do século XVIII e início do século XIX, a Moldávia e a Valáquia receberam seus primeiros vicariatos apostólicos, sediados respectivamente em Iaşi e Bucareste. A antiga sé moldávia  de Bacău foi abolida. A sé valaca era subordinada à Diocese de Nicópolis (no século seguinte chamada de Ruse) Em 1792–1793, o bispo Paulus Davanlia deixou Ruse para viver com os franciscanos em Bucareste (que montou uma importante igreja em Bărăţia).
Além da presença local, os Principados do Danúbio tornaram-se o lar de comunidades de diásporas católicas: em Bucareste, comerciantes ragusinas foram mencionados pela primeira vez em Bucareste durante o século XVI, seguido, por volta de 1630, pelos pedreiros italianos; mais tarde, a capital valaca foi colonizada por grupos de húngaros, poloneses (com presença notável após a Revolta de Janeiro de 1863 forçou muitos a se refugiarem na Romênia), e franceses.

### Século XIX e início do século XX

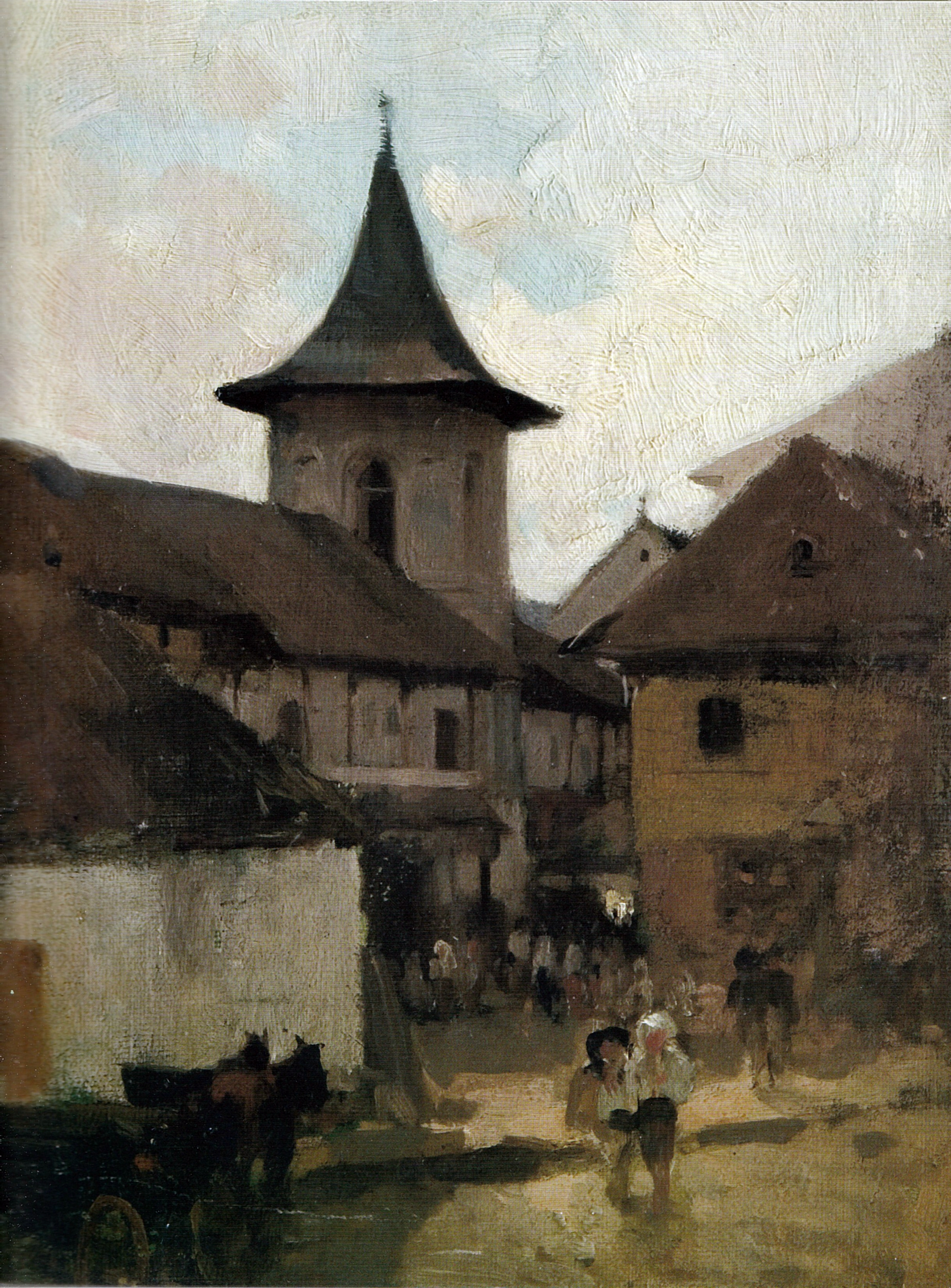
A igreja Bărăţia em Câmpulung, no fim do século XIX, pintada por Nicolae Grigorescu.

Em 1812, o bispo franciscano católico búlgaro de Čiprovci decidiu, como resultado de uma epidemia na cidade, mudar a diocese de lugar para a aldeia de Cioplea (atualmente parte de Bucareste). O local foi o novo centro da comunidade búlgara da Valáquia, mas a oposição da hierarquia ortodoxa local só permitiu que a mudança se completasse após 1847. Após o fim da Guerra da Crimeia, os Principados do Danúbio ficaram sob a supervisão de várias potências europeias, terminando a tutela russa e a administração do Regulamento Orgânico . Os dois países foram, em vez disso, premiados com Divã ad hoc. Em 11 de novembro de 1857, sobre a proposta de Costache Negri, o divã da Moldávia regulamentou o fim da discriminação religiosa contra os cristãos não-ortodoxos, uma medida que beneficiou principalmente os católicos residentes e os membros da Igreja Apostólica Armênia.
Após a união Moldavo-valaca de 1859 e a criação em 1881 do Reino da Romênia, a sede em Bucareste tornou-se uma arquidiocese (7 de abril de 1883) e a Iaşi em uma diocese, substituindo a diocese de Bacău, liderada pelos franciscanos (27 de junho de 1884). Isto veio como uma consequência de repetidos protestos dos habitantes locais, que pediam clérigos romenos para não estar sob o controle estrito de bispos estrangeiros. Atualizando a hierarquia eclesiástica local, o movimento também levou à desestabilização de o bispado Cioplea. O primeiro arcebispo de Bucareste foi Ignazio Paoli.
A Catedral de São José, em estilo neogótico, localizada em Bucareste, também foi concluída em 1884. e dois seminários foram abertos (o principal deles em Bucareste, e o de Iaşi era de cunho jesuíta e criado em 1886, notavelmente liderado pelo padre polonês Feliks Wierciński). A missão jesuíta na Romênia foi criada em 1918, subordinada à Província da Bélgica e depois à Província do Sul da Polônia; tornou-se uma vice-província em 1927. A Romênia acomodou várias organizações católicas, incluindo o Instituto dos Irmãos das Escolas Cristãs (que operou três escolas de Bucareste em 1913), as Irmãs da Misericórdia, os Passionistas e as Religiosas de Nossa Senhora de Sion. Apesar desse aumento na importância, a Romêniia e a Santa Sé não formalizaram o estabelecimento de relações diplomáticas por várias décadas. As autoridades também se recusaram a permitir a a Igreja de criar um colégio próprio.
Paralelamente, a autonomia para a administração da escola católica na Transilvânia austro-húngara foi recuperada em 1873, através da criação de um "status católico".

### Primeira Guerra Mundial e a Grande Romênia

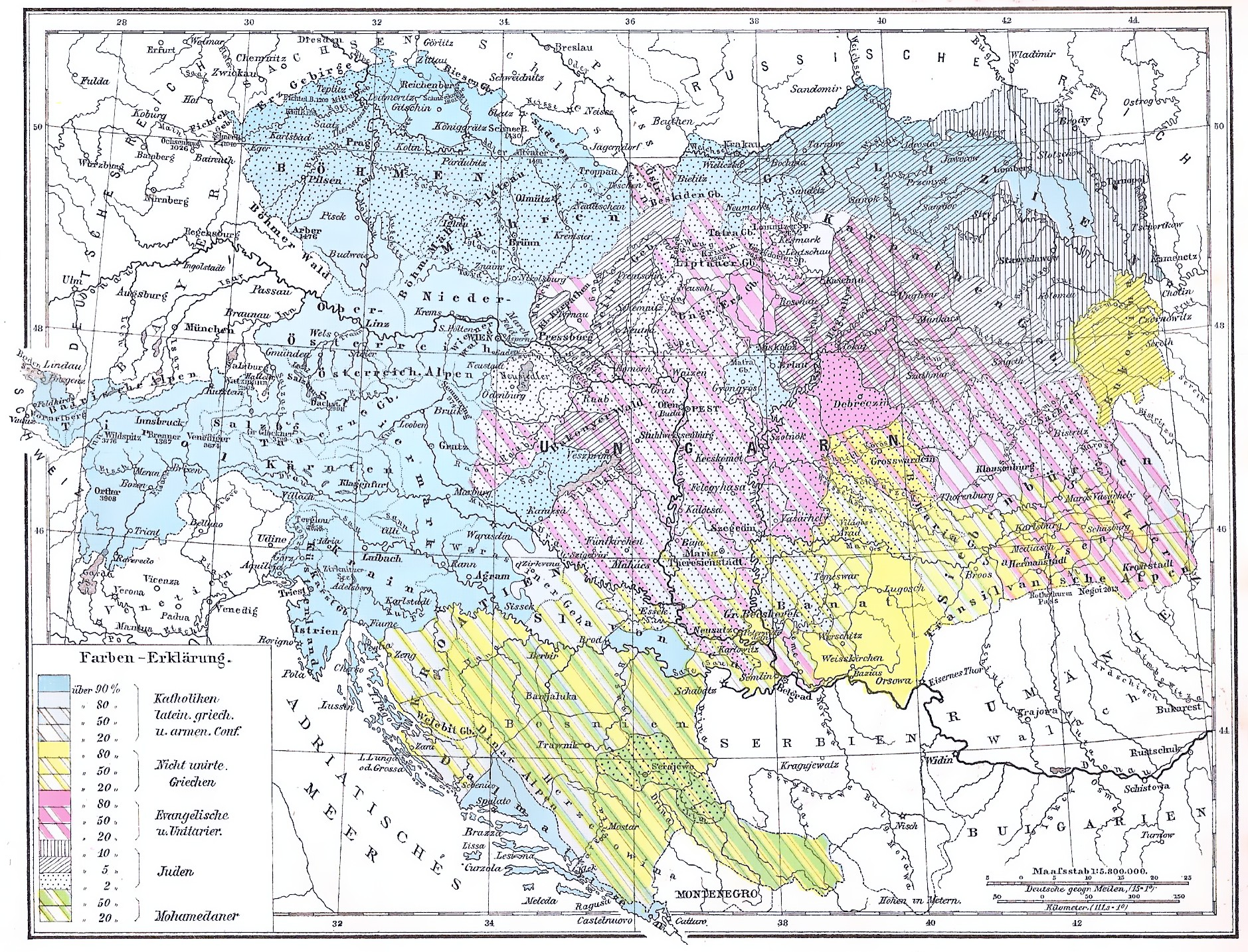
Religiões na Áustria-Hungria (1881)

Durante os anos finais da Primeira Guerra Mundial e as etapas que levaram à União da Transilvânia com a Romênia, o catolicismo na Romênia se deparou com vários problemas diplomáticos. A Romênia foi derrotada pelos Impérios Centrais e assinou o Tratado de Bucareste, mas seus diplomatas continuaram ativos nos países Aliados da Primeira Guerra Mundial, estabelecendo o Conselho Nacional Romeno em Paris. Este último, que também representou grupos romenos na Transilvânia e Bucovina, governados pelo Império Austro-Húngaro, nomeou o Monsenhor Vladimir Ghika como seu representante na Cidade do Vaticano.
Quando a Conferência de Paz de Paris confirmou a criação da Grande Romênia, os católicos de ambas as igrejas representaram 13 a 14% de sua população. Durante a Conferência, o gabinete de Ion I. C. Brătianu e representantes do Papa Bento XV estabeleceram contatos preliminares, um gesto coincidente com a encíclica Pacem, Dei Munus Pulcherrimum (que, por sua vez, redefiniu as relações entre a Santa Sé e estados individuais). As negociações foram continuadas pelo gabinete de Alexandru Vaida-Voevod, que nomeou o sacerdote greco-católico Vasile Lucaciu como seu representante, e pelo de Alexandru Averescu. Através de uma decisão tomada pelo Ministro dos Negócios Estrangeiros, Duiliu Zamfirescu, Dimitrie Pennescu foi nomeado o primeiro embaixador da Romênia junto à Santa Sé (ver as relações entre Romênia e Santa Sé). Após isso foi estabalecido o cargo de núncio da Romênia. A primeira pessoa a ocupar este cargo foi o arcebispo Francesco Marmaggi, que assumiu o cargo em outubro de 1920.
Posteriormente, a presença católica registrou sucessos significativos: novos institutos religiosos, como os Assuncionistas e as Irmãs Franciscanas de Maria, iniciaram suas atividades em solo romeno, e a Acţiunea Catolică (uma versão romena da Ação Católica) foi criada em 1927. No final da Segunda Guerra Mundial, havia 25 institutos religiosos presentes no país por meio de 203 mosteiros, mantendo 421 escolas religiosas e coordenando várias ações caritativas. No início da década de 1920, a Santa Sé e a Romênia se envolveram em várias disputas diplomáticas: em um caso, a Igreja Católica declarou-se insatisfeita com os efeitos de uma reforma agrária realizada em 1920-1921 (como resultado de conversas, ocasionalmente era permitido manter propriedades maiores do que a lei permitia); em paralelo, as autoridades romenas estavam insatisfeitas com as atividades de certos prelados católicos na Transilvânia e na Hungria, que suspeitavam apoiar ativamente o irredentismo húngaro (em uma de suas anotações ao Vaticano, Pennescu condenou cartas de cunho político dirigidas por Gyula Glattfelder, bispo de Timişoara, para a sua congregação de maioria húngara).
Uma concordata foi negociada em 1927, sendo ratificado pelo governo romeno em 1929 e por meio da bula papal Solemni conventione em 5 de junho de 1930. Com base nisso, um acordo de 1932 atribuiu à Igreja Católica todos os bens da Transilvânia anteriormente administrados pelo "Status Católico Romano". Em 15 de agosto de 1930, a Diocese de Bucareste foi elevada à arquidiocese metropolitana, sendo que as outras se tornando sufragâneas).
Uma redefinição da administração eclesiástica foi realizada nas antigas províncias austro-húngaras, correspondendo às novas fronteiras da Grande Romênia: os católicos em Bucovina tornaram-se parte da Diocese de Iaşi, e os de Oradea juntaram-se à Diocese de Satu Mare. Os católicos armênios manteve sua estrutura autônoma, com a Igreja Católica apontando seu líder espiritual.

### Período comunista
Tanto o catolicismo romano quanto a igreja greco-católica romena entraram em um período de perseguição e regressão depois de 1948, quando o regime comunista da Romênia, que subscreveu a doutrina do ateísmo marxista-leninista foi estabelecido. Os primeiros sinais disso estavam presentes após as autoridades da União Soviética, quando a Concordata passou a ser regularmente desconsiderada pelo governo de Petru Groza, parcialmente baseada em suspeitas de que a Santa Sé estava tentando converter a população ortodoxa. (veja ocupação soviética da Romênia). Em paralelo, depois de 1945, Vladimir Ghika e outros lideraram um movimento clamando por uma união entre a Igreja Católica e a Igreja Ortodoxa Romena, o que causou mais suspeitas das novas autoridades. A Igreja Católica da Romênia também se recusou explicitamente a permitir que o clero se unisse ao Partido Comunista Romeno, que se destacou entre as organizações religiosas no país.
Em 1946, o gabinete de Groza declarou o núncio apostólico Andrea Cassulo como persona non grata, alegando que ele havia colaborado com o ditador da época da guerra na Romênia, Ion Antonescu; ele foi substituído por Gerald Patrick O'Hara, que continuou a ser acusado de estar espionando a favor do bloco ocidental. Em segredo, O'Hara continuou a ordenar bispos e administradores.
A Concordata de foi denunciada unilateralmente em 17 de julho de 1948 (em dezembro do mesmo ano, a Igreja greco-católica foi desestabelecida e seu patrimônio passado para a Igreja Ortodoxa). Novas regulamentações estatais foram elaboradas para abolir a autoridade papal sobre os católicos na Romênia, e a Igreja Católica Romana, embora fosse uma das dezesseis religiões reconhecidas, não possuía legitimidade, já que sua carta organizacional nunca foi aprovada pelo Departamento de Cultos. Até 1978, a celebração da missa católica em romeno fora de Bucareste e da Moldávia era proibida pelo governo.
Muitos clérigos estrangeiros, incluindo superiores jesuítas, eram intimidados e ultimamente expulsos. A nunciatura apostólica também foi fechada por ordens do governo em 1950, depois que O'Hara deixou o país. No mesmo ano, a Romênia, assim como todo o bloco oriental, cortou relações diplomáticas com a Santa Sé. Somente duas dioceses eram permitidas: Bucareste e Alba Iulia, enquanto as dioceses proibidas continuaram a operar semiclandestinamente (seus novos bispos, nomeados pela Santa Sé, não eram formalmente reconhecidos). Os comunistas tentaram sem sucesso convencer os católicos a organizar uma igreja nacional, e a cessar o contato com a Santa Sé.
Muitos clérigos católicos romanos, ao lado de seus aprox. 600 greco-católicos correligionários, foram enviados a prisões comunistas em 1947 e ao longo dos anos 50. Cinco dos seis bispos, incluindo bispos das dioceses reconhecidas, Anton Durcovici e Áron Márton, foram colocados sob custódia. Entre os clérigos católicos romanos que morreram em confinamento estavam os bispos Szilárd Bogdánffy e Durcovici, o monsenhor Ghika, e o padre jesuíta Cornel Chira. Em 1949, 15 institutos religiosos foram fechados na Romênia, e o restante, incluindo os franciscanos, reduziram suas atividades significativamente. Parte dos jesuítas locais foram presos ou viviam em prisão domiciliar no mosteiro franciscano de Gherla (situação esta que durou sete anos).
Durante a relativa flexibilização dos anos 1960, diálogos esporádicos entre a Santa Sé e o Estado Romeno ocorreram acerca do status das posses da Igreja Greco-Católica, porém sem resultados significativos. A Romênia se tornou uma província jesuíta em 1974. À época, havia oito padres e 5 irmãos.

### Pós-comunismo
A situação se normalizou logo após a Revolução Romena de 1989. As relações com a Santa Sé foram retomadas em maio de 1990 (a Romênia foi o quarto país do bloco oriental e o primeiro país com uma minoria católica a permitir isso, depois dos majoritariamente católicos Polônia, Hungria e Tchecoslováquia). Todas as seis dioceses foram reconhecidas pelo Estado durante 1990, e a sé de Alba Iulia foi se tornou arquidiocese em 1991. Os institutos religiosos tiveram novamente seu funcionamento permitidos, e as atividades dos jesuítas foram novamente reiniciadas seguidas da visita do superior provincial em 1990, Peter Hans Kolvenbach.
A partir da década de 1980, a Igreja Católica Romana da Romênia participou de várias reuniões internacionais para promover o ecumenismo. Estas incluem as reuniões em Patmos (1980), Munique (1982), Creta e Bari (1984), Viena e Frisinga 1990), e no Mosteiro de Balamand (1993). Em maio de 1999, a Romênia foi o primeiro país de maioria ortodoxa a ser visitado pelo Papa João Paulo II, que foi pessoalmente recebido por Teoctist Arăpaşu, o Patriarca de toda a Romênia. Problemas continuaram a ser enfrentados na relação com a Igreja Ortodoxa, em relação ao status de status e propriedades greco-católicas.

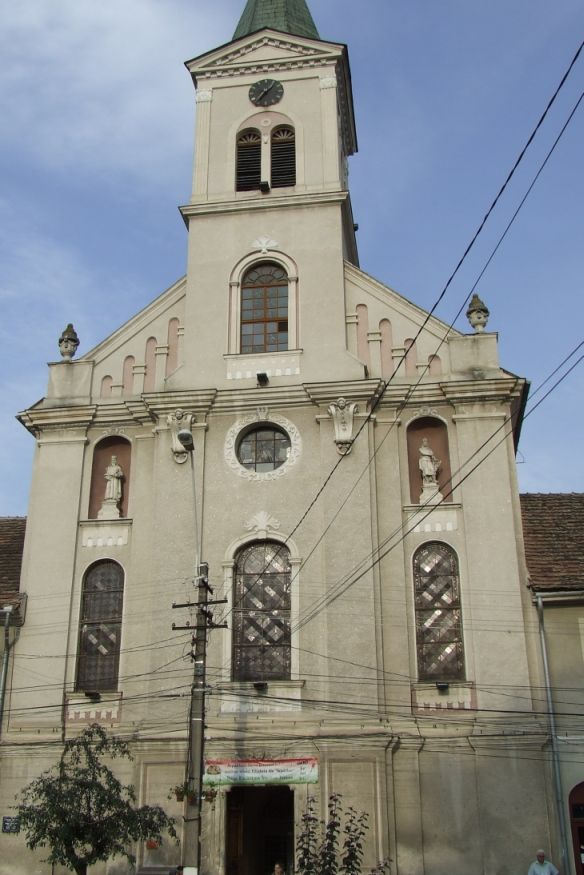
Igreja católica em Aiud
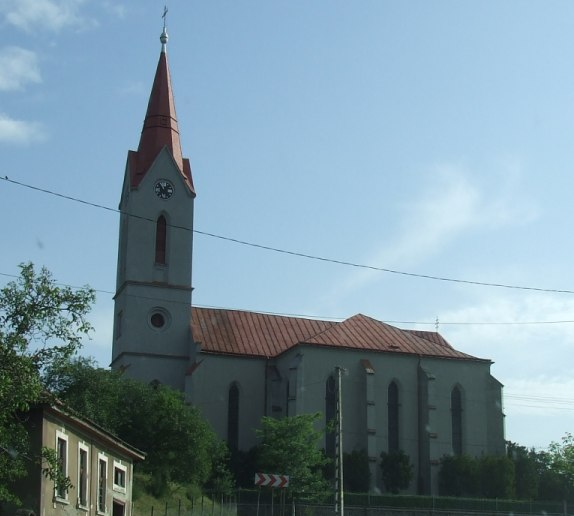
Igreja católica em Ardud
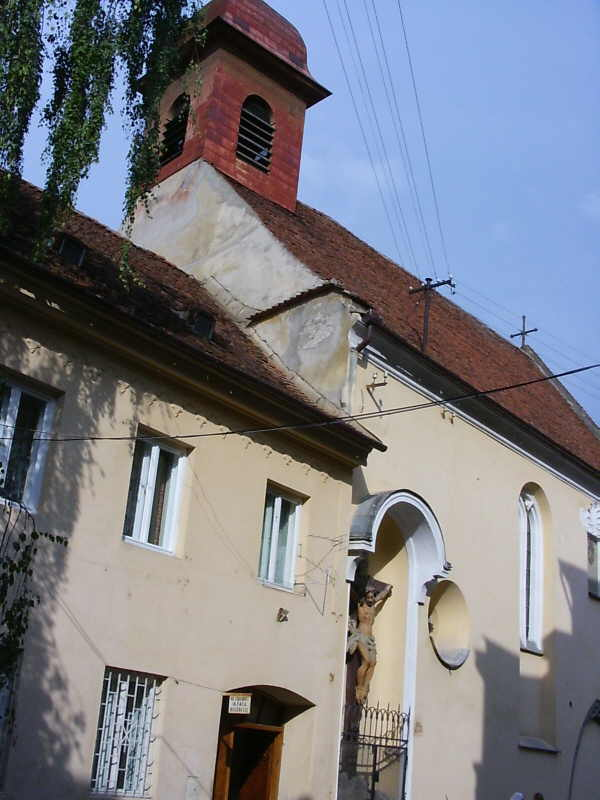
Igreja católica franciscana em Braşov
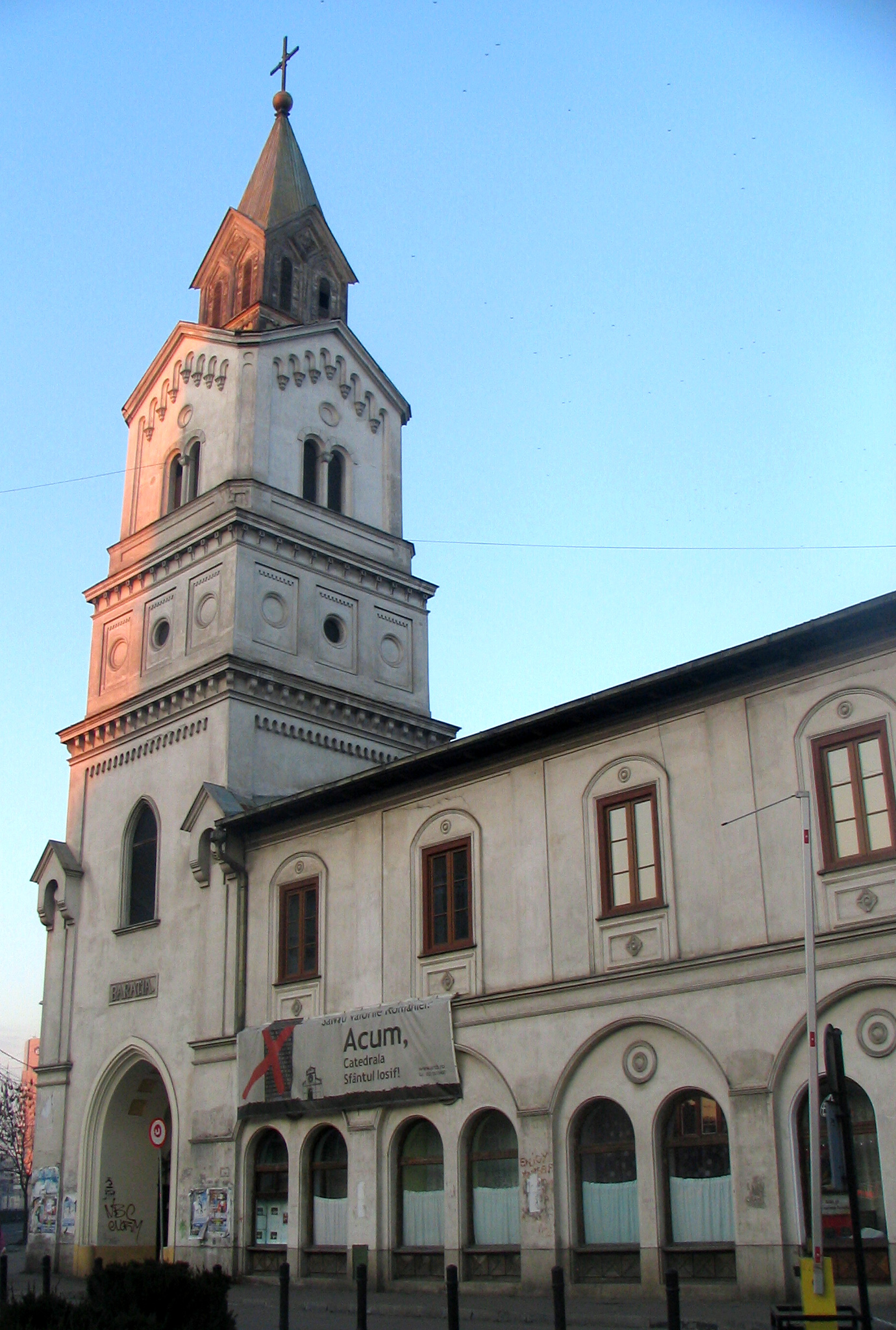
Igreja Bărăția, Bucareste
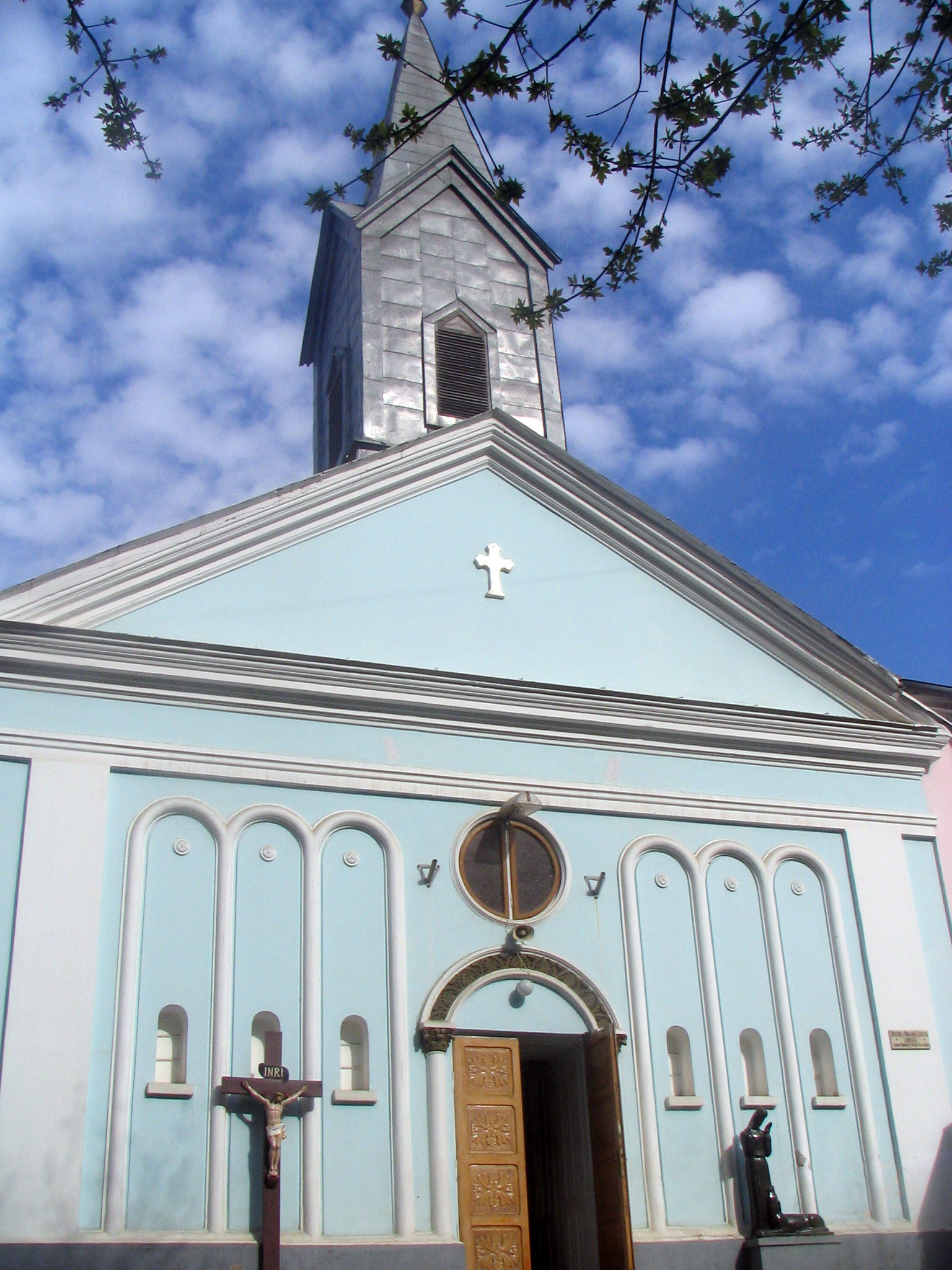
Igreja católica em Cioplea, Bucareste
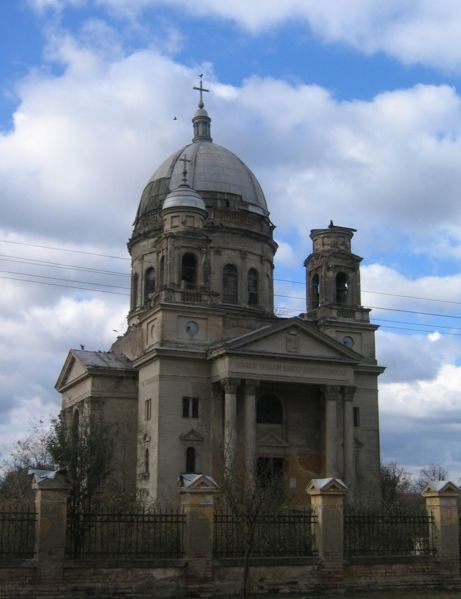
Igreja católica em Bobda, Cenei
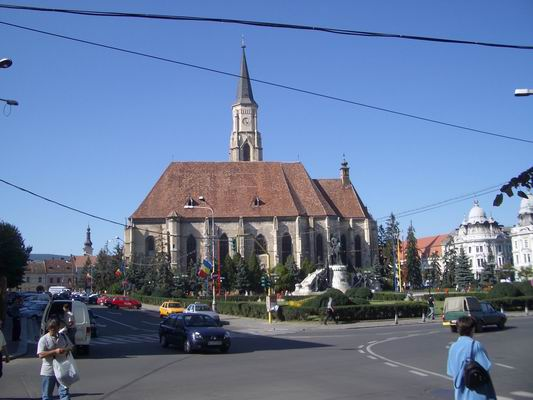
Igreja de São Miguel, Cluj-Napoca
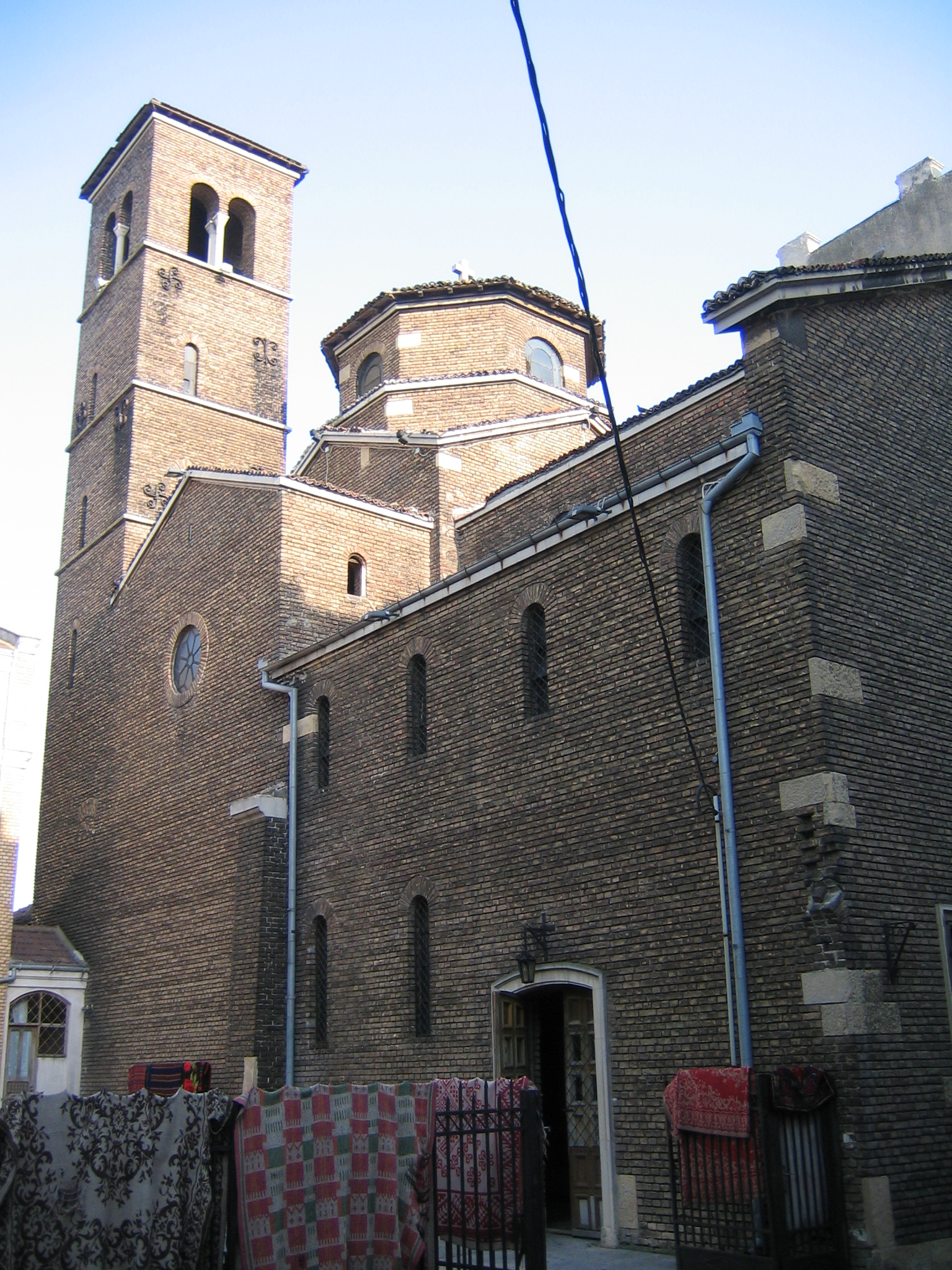
Basílica em Constanţa
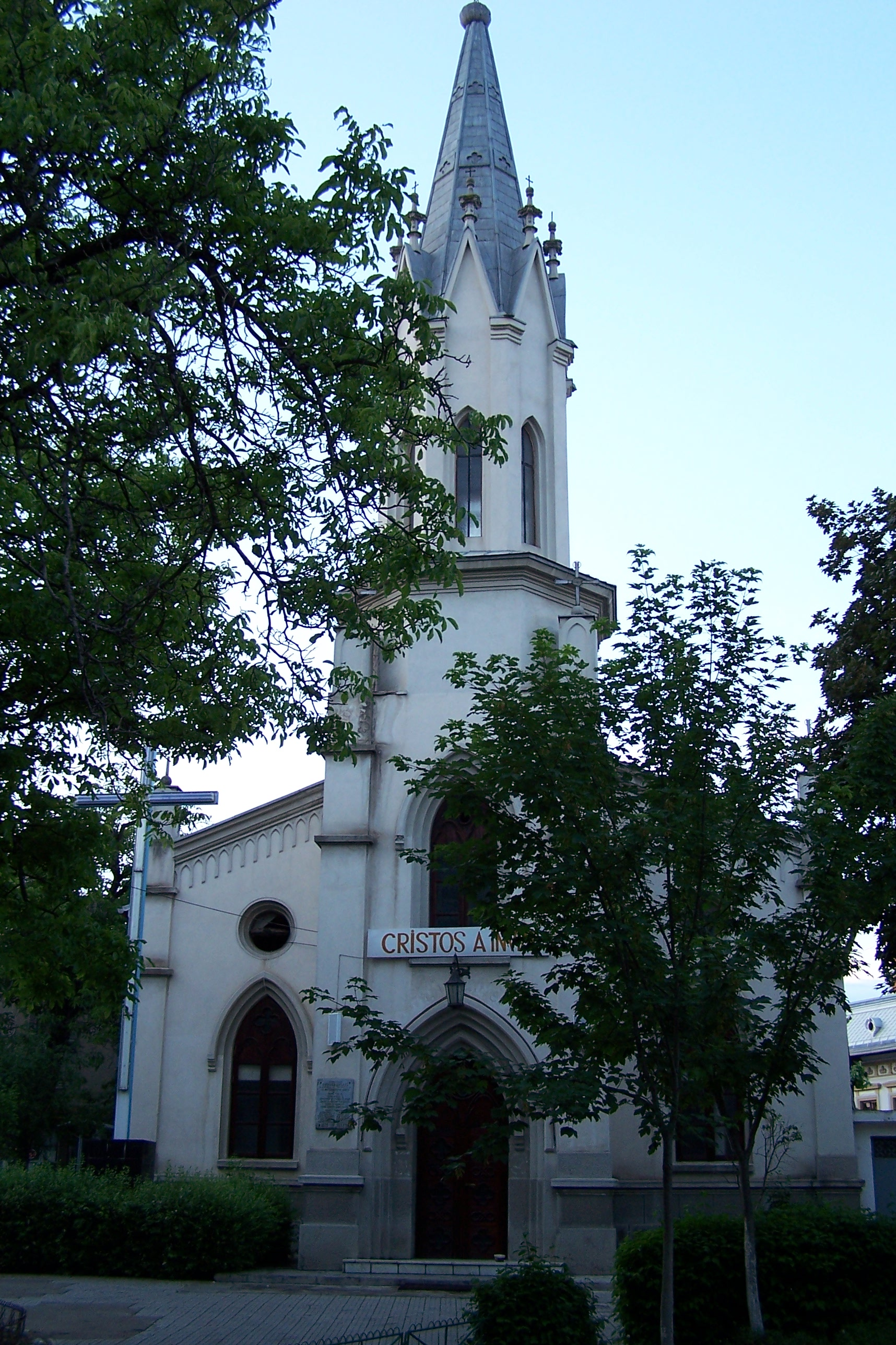
Igreja católica em Craiova
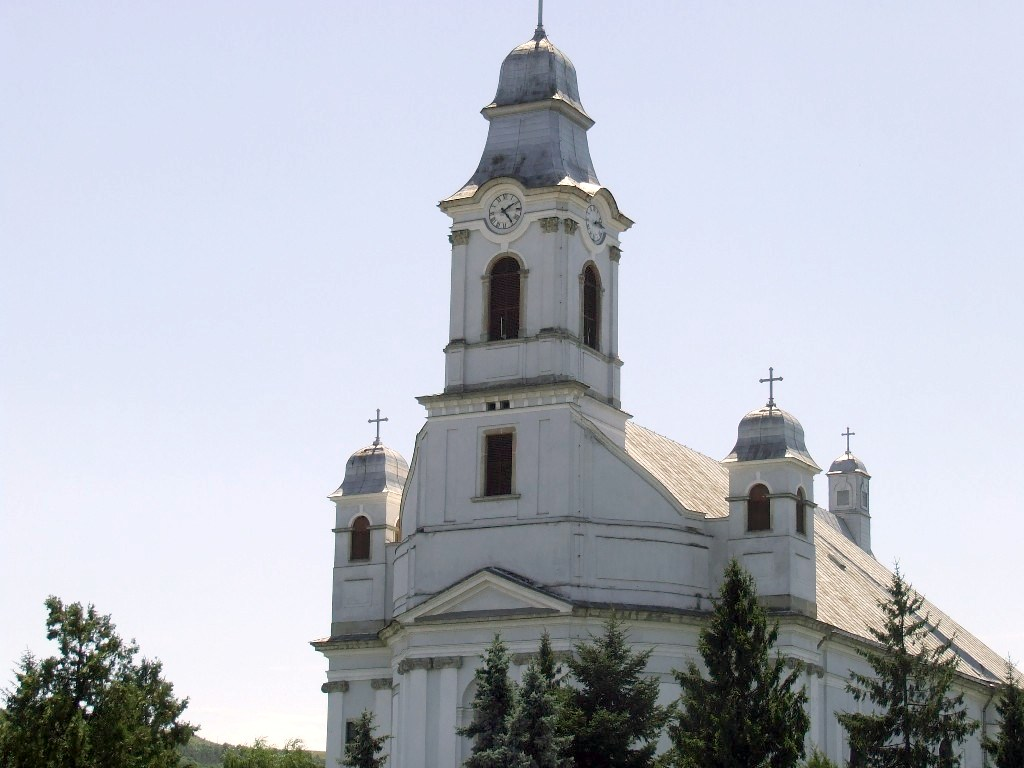
Igreja Católica Armênia em Gherla
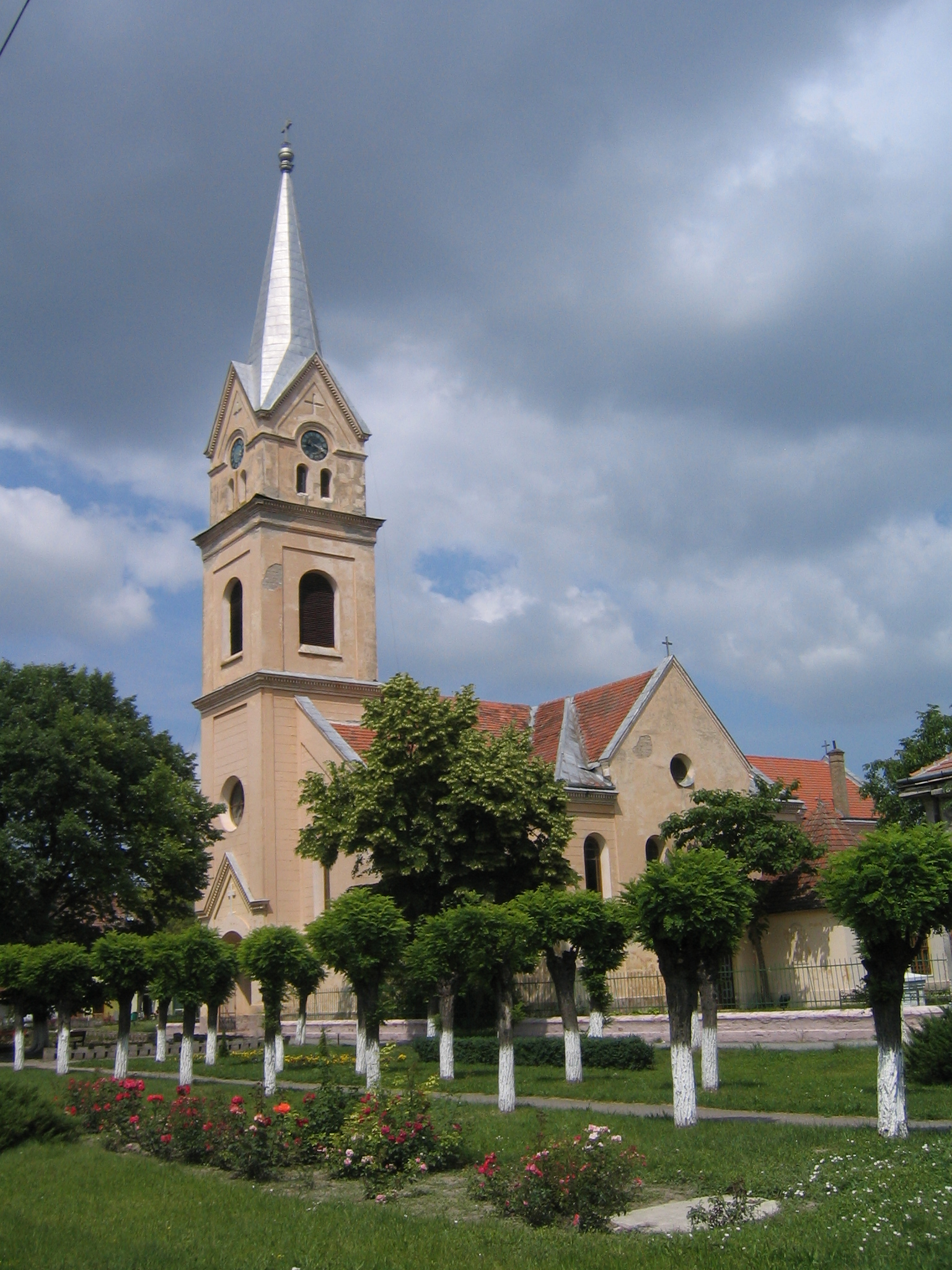
Igreja católica em Jimbolia
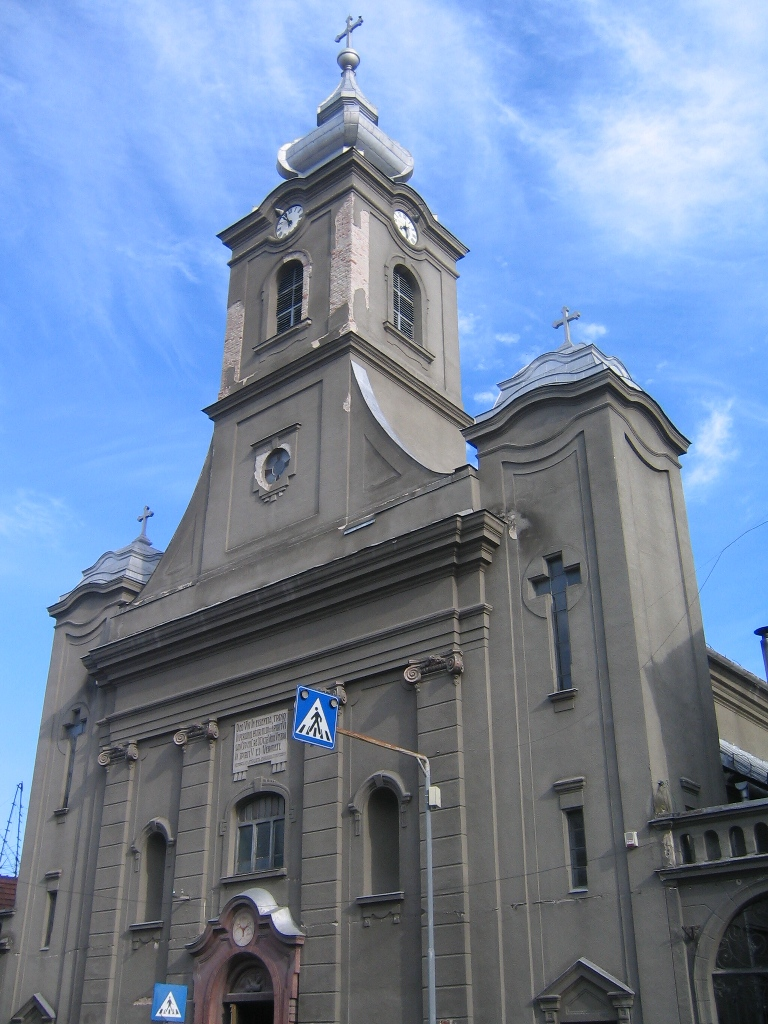
Igreja católica em Lugoj
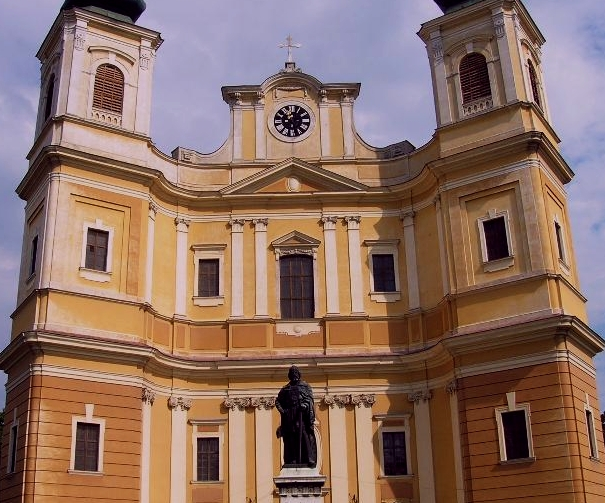
Basílica de Oradea
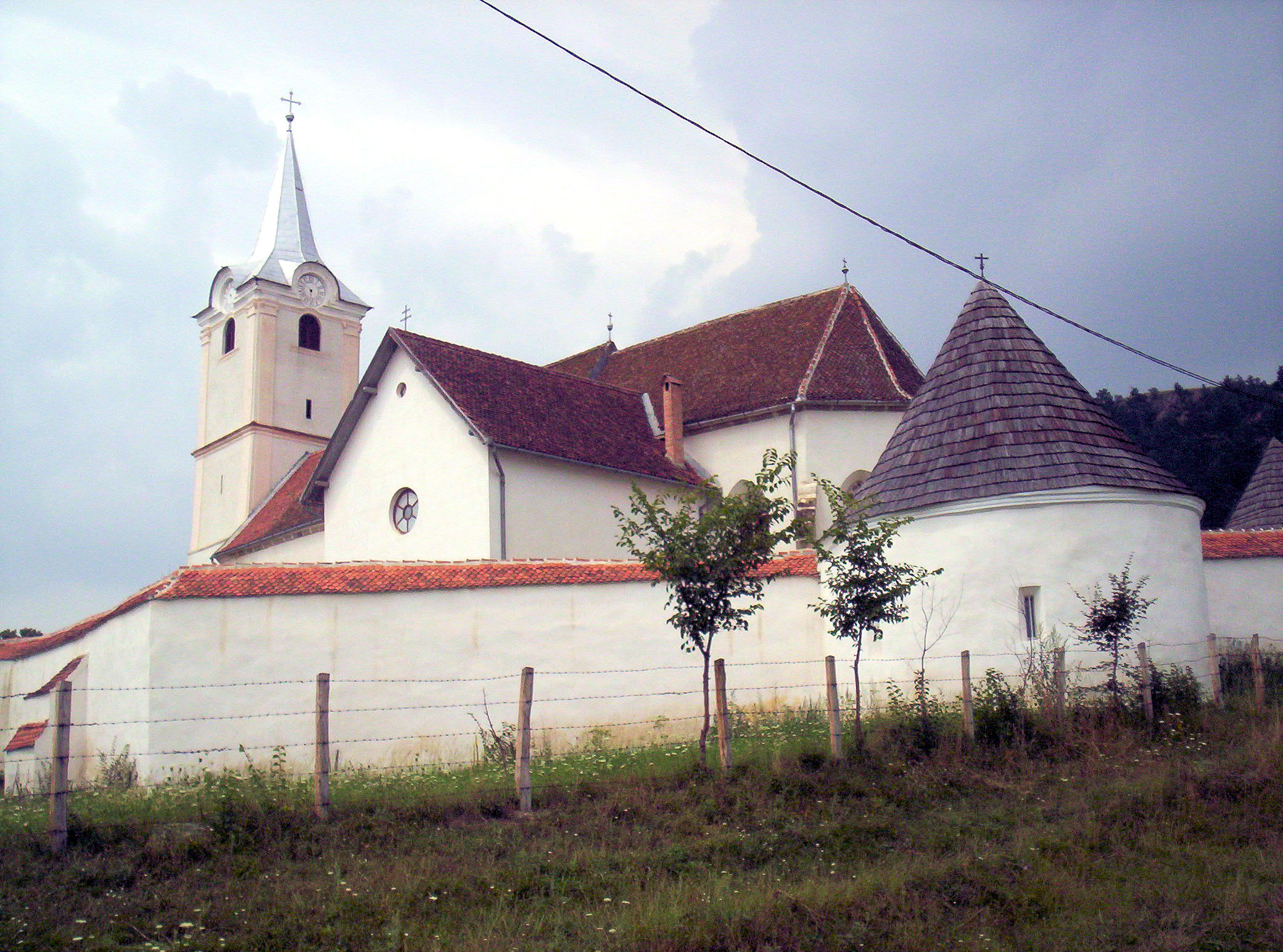
Igreja católica em Sânzieni
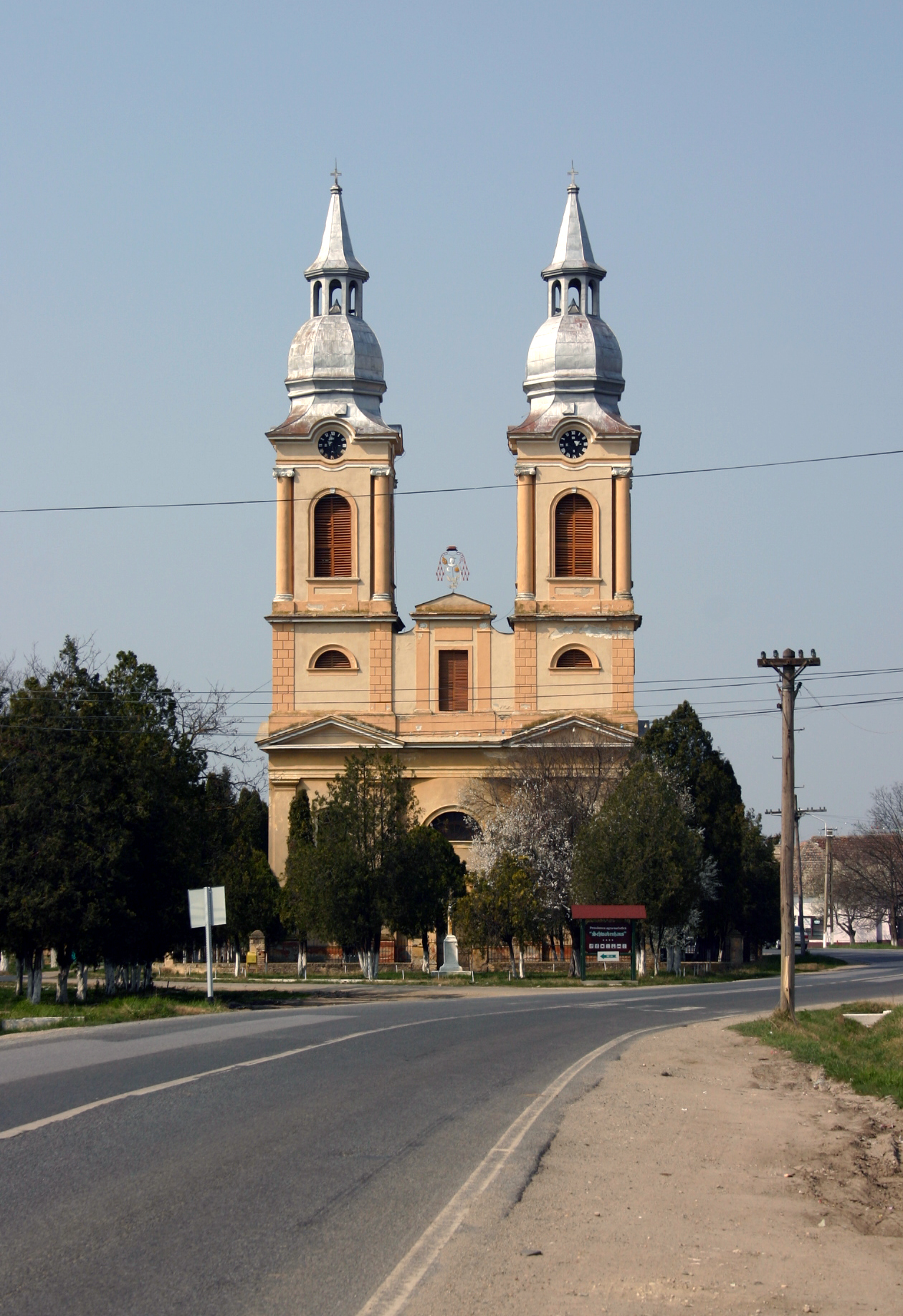
Igreja católica em Şandra
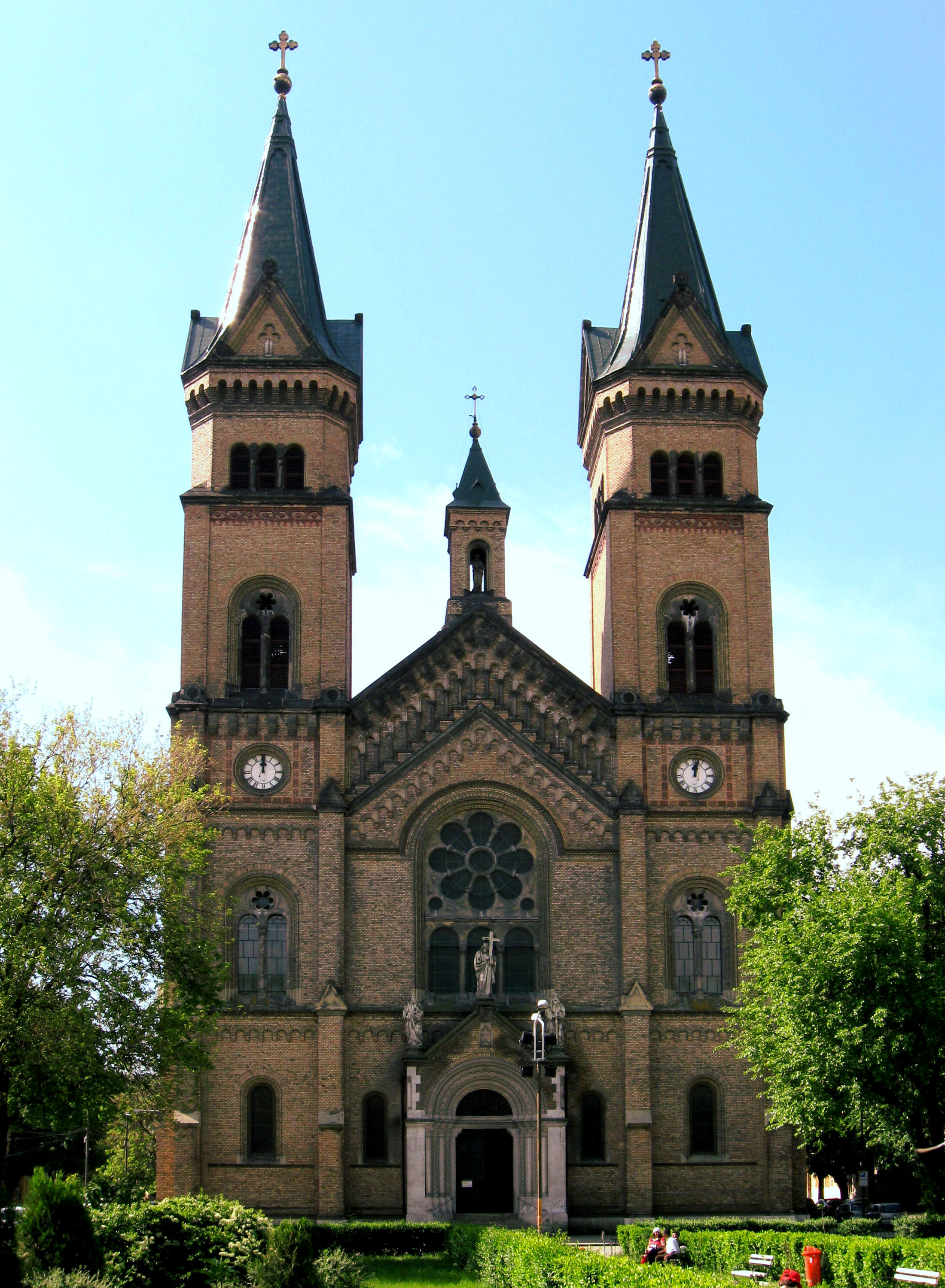
Igreja do Milênio, em Timişoara
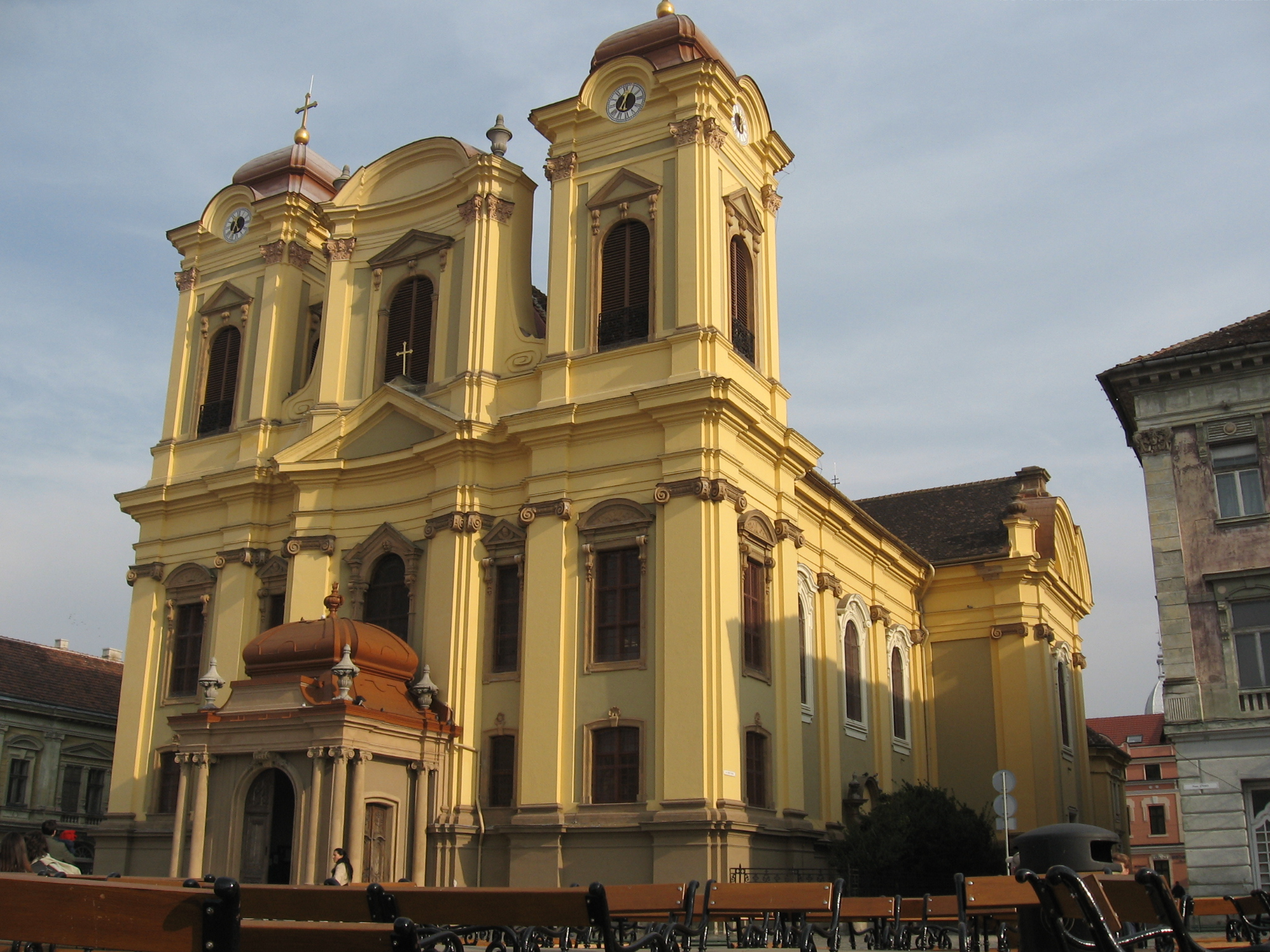
Catedral de São Jorge, Timişoara
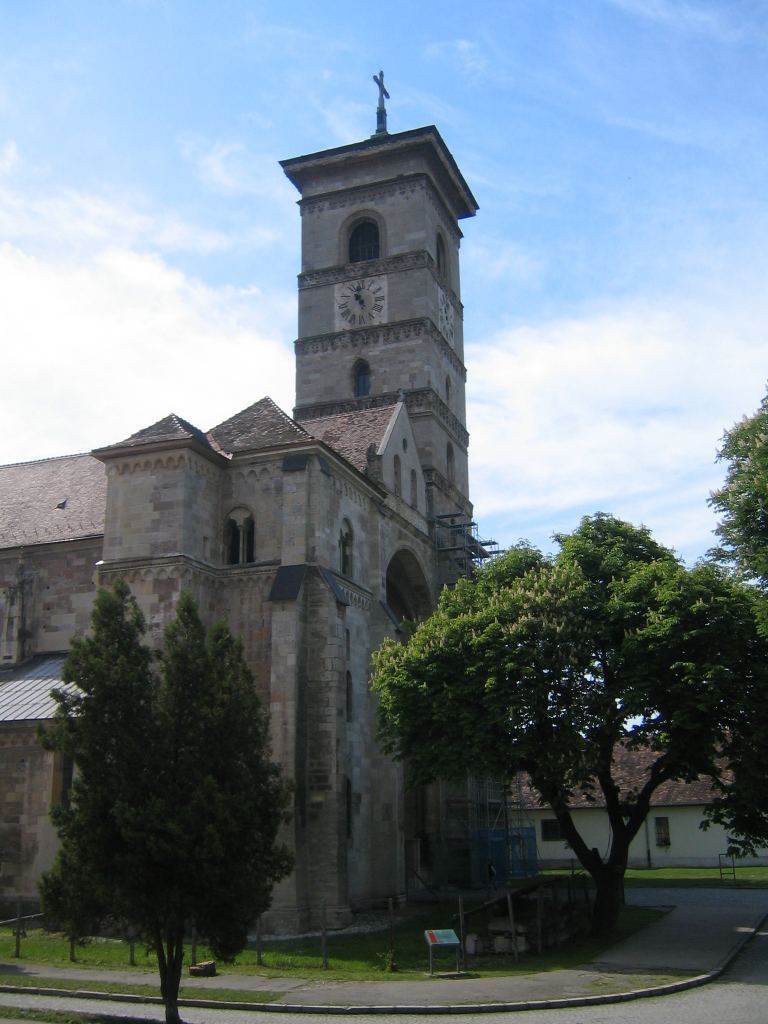
Catedral de São Miguel, Alba Iulia

## Organização territorial

Mapa da divisão territorial católica romena

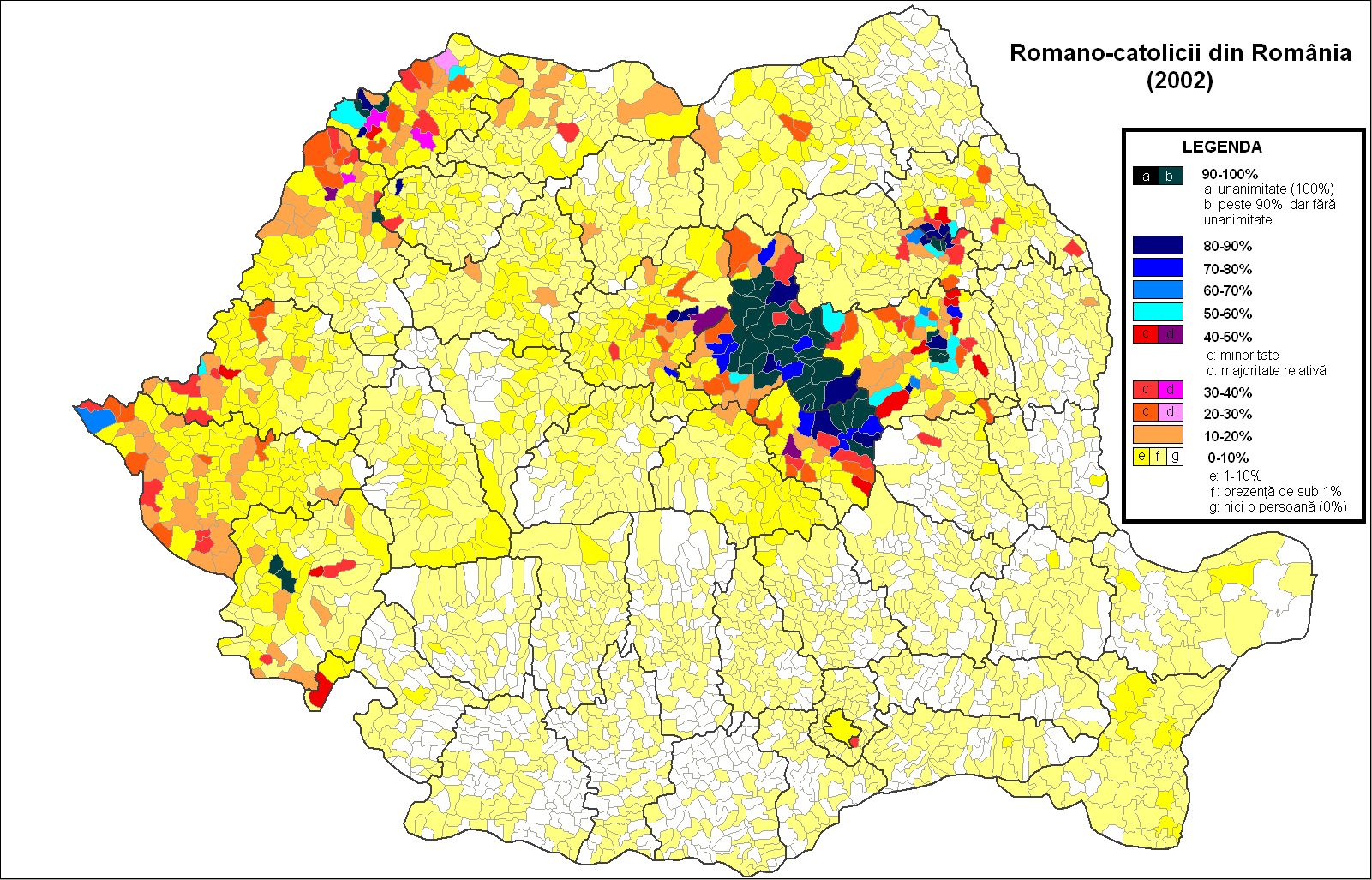
Catolicismo na Romênia (censo de 2002)

A arquidiocese principal é a Arquidiocese de Bucareste, uma sé metropolitana para todo o país, supervisionando diretamente as regiões de Muntênia, Dobruja do Norte e Oltênia; tem cerca de 52.000 paroquianos, a maioria deles romenos. A outra diocese de sua categoria, a Arquidiocese de Alba Iulia, agrupa a região da Transilvânia propriamente dita (sem Maramureș e Crişana), e tem cerca de 480.000 paroquianos, na sua maioria húngaros. Quatro outras dioceses operam na Romênia e estão baseadas, respectivamente, em Timişoara (a Diocese de Timişoara, representando o Banato), Oradea (Diocese de Oradea, para Crişana), Satu Mare (Diocese de Satu Mare, para Maramureş) e Iaşi (Diocese de Iaşi, para a Moldávia).
Atualmente, a Igreja administra uma faculdade de teologia (como parte da Universidade Babeş-Bolyai em Cluj-Napoca], quatro institutos teológicos, seis escolas de medicina e dezesseis seminários. Entre os periódicos publicados por instituições católicas estão o Actualitatea Creştină (Bucareste) e Lumina Creştinului (Iaşi) (ambos em romeno); Keresztény Szó e Vasárnap (ambos em Cluj-Napoca, publicados em húngaro). Lidera uma rede de organizações caritativas e outros empreendimentos sociais, administrados pela fundação Caritas ou institutos religiosos, incluindo jardins de infância, orfanatos, cantinas sociais, instalações médicas.
| Ano  | Católicos | Porcentagem |
| ---- | --------- | ----------- |
| 1948 | 1.175.000 | 7,4%        |
| 1992 | 1.161.942 | 5,1%        |
| 2002 | 1.028.401 | 4,7%        |
| 2011 | 870.774   | 4,3%        |

## Conferência Episcopal
A Conferência Episcopal Romena foi criada em 1970, tendo suas operações sido eliminadas pelos comunistas em 1980. Em 1991 foi recriada, com a redemocratização do país.

## Nunciatura Apostólica
A Santa Sé e a Romênia estabeleceram relações diplomáticas em 15 de junho de 1920, interrompidas pela tomada do poder pelo governo comunista, ao fim da Segunda Guerra Mundial. Com o fim do governo comunista, as relações foram retomadas em 15 de maio de 1990.